# Öko-Box
Öko-Box war ein österreichisches Unternehmen zur stofflichen Wiederverwertung der weit verbreiteten, aus beschichtetem Karton bestehenden Einwegverpackungen für Getränke, die allgemein als Tetra-Pak bezeichnet werden. Es wurde 1991 gegründet. Aufgrund einer seit 1. Jänner 2015 in Kraft getretenen Novellierung des Abfallwirtschaftsgesetzes wurde das Unternehmen mit 30. Juni 2014 vollständig in die Altstoff Recycling Austria AG (ARA) eingegliedert, von der das Sammelsystem unter dem bekannten Namen zunächst weitergeführt, aber zurückgefahren wurde und mit April 2018 komplett zu Gunsten der Sammlung in der Gelben Tonne eingestellt wurde. Verpackungssammelsysteme müssen nun auf die gesamte Leichtverpackungsfraktion ausgelegt sein.
Dem Konsumenten wurden kostenlose Sammelkartons zur Verfügung gestellt, in denen die entleerten Verpackungen zur verwertenden Kartonfabrik der Firma Mayr-Melnhof Karton in Frohnleiten gebracht wurden.

## Die Box
Das Material der Box ist etwa 1 mm starker, grauer Karton, mehrfärbig bedruckt. Nach dem Stanzen und Bedrucken wurde der Karton gefalzt, geklebt und flach gefaltet, gestempelt und umreift. In so gepresster Form misst das Stück etwa 50 × 35 × 1 cm bei 100 g Masse. Nach Auffalten zum Quader (L:B:H = ca. 3:2:2) arretiert das Einrasten von zwei Laschen den Boden und hält so die Box in Form. Im Haushalt sollte jede geleerte Getränkepackung mit kaltem Wasser ausgespült, möglichst flach gefaltet und hochkant in die Box gesteckt werden.

## Sammlung
Die Sammlung erfolgte über Haushaltsabholung und Sammlung in Altstoffsammelzentren. Die größeren, als Öko-Box bezeichneten Sammelkartons waren bis Ende November 2015 auf jedem Postamt Österreichs erhältlich und konnten dort noch bis Ende März 2016 portofrei eingesandt werden. Zusätzlich konnten sie bei sämtlichen Altstoffsammelzentren und Bauhöfen abgegeben werden, wo die Getränkekartons oft auch in Säcken gesammelt werden. Leere Boxen waren bis zuletzt nur noch in den Wiener Filialen des Lebensmitteldiskonters Hofer erhältlich. Dort war die Abgabe voller Schachteln allerdings nicht möglich. Die Ausgabe der Boxen in den Hofer-Filialen anderer Bundesländer wurde mit Ende September 2015 eingestellt.
2003 hatte die Öko-Box GmbH in ihrem Branchenbereich eine „monopolartige Stellung“.

### Haushaltssammlung
Die Haushaltsabholung wurde in den einzelnen Bundesländern vielfach von sozialen Organisationen durchgeführt, welche dadurch benachteiligten und beeinträchtigten Menschen eine Arbeit boten. Dafür wurde die Öko-Box auch ausgezeichnet. Die Haushalte wurden zu regelmäßigen Terminen – üblicherweise alle drei Wochen – angefahren. Die Mitarbeiter sammelten dabei die vollen, vor den Haustüren beziehungsweise Gartentoren abgestellten, Boxen ein und stellten wieder leere Boxen zur Verfügung. Bei den Schachteln für die Haushaltssammlung handelte es sich um sogenannte Öko-Bags, welche etwas kleiner als die anderen Ökoboxen waren.
Bis Ende 2013 gab es in allen Bundesländern außer dem Burgenland vor allem in den Landeshauptstädten und weiteren größeren Gemeinden eine Haushaltssammlung. Diese wurde mit Jahresende 2013 in Oberösterreich eingestellt. Obwohl anfänglich betont wurde, dass durch den Zusammenschluss mit der ARA die Sammelsystematik erhalten bleibe,  wurde mit Jahresende 2014 die Haushaltsabholung in Vorarlberg, Tirol und der Steiermark, Ende Juni 2015 auch in Salzburg und schließlich Anfang 2016 in Kärnten eingestellt. In diesen Regionen werden Getränkekartons nun über die Gelbe Tonne beziehungsweise den Gelben Sack gesammelt.
Als im Juli 2015 bekannt wurde, dass mit Jänner 2016 auch in Kärnten die Haushaltssammlung eingestellt werden soll, hoffte man bei der für die Sammlung beauftragten Organisation pro mente zur Erhaltung der Arbeitsplätze auf eine Fortführung des bestehenden Sammelsystems. Es wurde jedoch nur eine Übergangslösung getroffen, sodass die Haushaltssammlung in Teilen Kärntens – wie der Landeshauptstadt Klagenfurt – noch bis Ende März 2016 fortgeführt wurde, während ab Jänner 2016 auch schon eine Sammlung über die Gelbe Tonne und den Gelben Sack möglich war.
Die Einstellung der Sammlung in Innsbruck sorgte schon zuvor bei der Lebenshilfe Tirol, welche jahrelang dafür zuständig gewesen war, für Unmut. Die Lebenshilfe Tirol hatte dafür von der Stadt Innsbruck einst den Umweltschutzpreis verliehen bekommen.
Seitens der ARA wird für die Einstellung der Haushaltssammlung mit Effizienz- und Kostengründen argumentiert. So sei es für die Bürger einfacher, die Getränkekartons in der Gelben Tonne gemeinsam mit anderen Kunststoffverpackungen zu sammeln.

### Wien
Auch in Wien wurden die gefüllten Boxen straßennah Pkw-basiert abgeholt, wo sie dafür an der Haustür oder allenfalls Gartentür sichtbar bereitzustellen waren. Zuletzt publizierte die diese Sammlung durchführende ARA auf ara.at die Abholtermine der Boxen für 6 Monate im Voraus. Wien war in vier Zonen von je fünf bis sieben Bezirken eingeteilt. Diese Zonen wurden jeweils 14-täglich bedient, am Dienstag 1 bzw. 2 und Mittwoch 1 bzw. 2. Durch Feiertage kam es manchmal zur Verschiebung um einen Tag nach hinten.
Zuletzt beteiligten sich in Wien etwa 10 % der Haushalte am Recycling von Verbundkartonverpackungen via Öko-Box. Damit wurde in Wien ein Sammelergebnis von 400 Tonnen pro Jahr erzielt, was weniger als 9 % Recyclingrate der Milch- und Saftverpackungen auf diesem Pfad bedeutete.
Ende März 2018 erfolgte die Einstellung der Haussammlung in Wien als letztem Bundesland. Verantwortlich für die Abholung der Getränkekartons war das Unternehmen redmail.
Leere Getränkekartons sollen nun über Gelbe Tonne bzw. Gelben Sack entsorgt und durch den Sortierprozess wieder dem Kartonrecycling zugeführt werden. Von einer verbraucherseitigen Vereinfachung wird eine höhere Recyclingrate erwartet.

## Verwertung
In der Kartonfabrik werden die Verpackungen aufgelöst. Die Zellulose dient der Kartonerzeugung, das von der Beschichtung stammende Aluminium und Polyethylen wird verbrannt. Abhängig vom Verschmutzungsgrad sowie der Materialqualität wird der Zelluloseanteil auch bei der Sammlung über die Gelbe Tonne wiederverwertet.
2012 wurden von Öko-Box knapp 7700 Tonnen Getränkekartons stofflich verwertet und weitere rund 7300 Tonnen thermisch verwertet.